# Churchill megye
Churchill megye az Amerikai Egyesült Államokban, azon belül Nevada államban található. Megyeszékhelye és egyben legnagyobb városa Fallon. Lakosainak száma 25 516 fő (2020. április 1.). Churchill megye Pershing, Lyon, Washoe, Lander, Nye és Mineral megyékkel határos.

## Népesség
A megye népességének változása:
| Lakosok száma | 24 796 | 24 594 | 24 341 | 24 063 | 24 200 | 25 516 |
|               | 2010   | 2011   | 2012   | 2013   | 2015   | 2020   |